# دراج نوک‌سرخ
دراج نوک‌سرخ (نام علمی: Pternistis adspersus) نام یک گونه از سرده دراج‌های کبکی است.